# Peniophoraceae
Peniophoraceae là mộg họ nấm trong bộ Russulales. Các loài trong họ này phân bố trên toàn thế giới và hầu hết là saprobic, làm mục gỗ đứng và ngã. Theo ước tính năm 2008, họ này có 7 chi và 88 loài.